# Mirufens longiclavata
Mirufens longiclavata är en stekelart som beskrevs av Muhammad Sharif Khan och Shafee 1977. Mirufens longiclavata ingår i släktet Mirufens och familjen hårstrimsteklar. Inga underarter finns listade i Catalogue of Life.